# Stowe (Vermont)
Stowe é uma cidade do Condado de Lamoille, Vermont, nordeste dos Estados Unidos, sendo uma importante localidade turística durante o ano todo. 

## Geografia
Conforme o United States Census Bureau, a superfície da cidade é 188,4 km², dos quais 0,2 km² são de água (rios, lagos, etc), com altitude de 295 metros. Essa superfície faz de Stowe a 2ª maior cidade em área no Estado de Vermont, depois de Chittenden, Condado de Rutland.

## População
Conforme o Censo demográfico de 2000, sua população era 4.339 habitantes (23,1 hab/km²), havia 1905 residências, 1129 famílias. Da população, 97,51% são da raça branca, 0,44% de ascendência da Ásia oriental, 0,37% índios, 0,28% afro-americanos e os demais são mestiços.

## Economia
A economia de Stowe é quase totalmente ligada ao turismo, seja de verão ou de inverno. Hotéis, lojas e restaurantes são as principais atividades. O “Trapp Family Lodge” é um dos maiores hotéis, sendo ali realizados os concertos do “Vermont Mozart Festival”. No inverno, a área das pistas de esqui do resort “Stowe Mountain Resort” é o maior centro empregador da cidade. Mesmo sendo famosa pelas atividades de esqui, a cidade é muito visitada nas demais estações do ano.

## Residentes famosos
- Douglas Casey, financista
- William "Billy" Kidd, esquiador alpino, primeiro americano a ganhar uma Medalha de Ouro de esqui numa Olimpíada.
- Joe Kirkwood, Sr., jogador profissional de Golfe
- Joseph Skinger, artesão
- Maria Augusta Trapp, matriarca da Trapp Family Singers.
- Fritz Wiessner, pioneiro em  escalada livre.

## Fotos

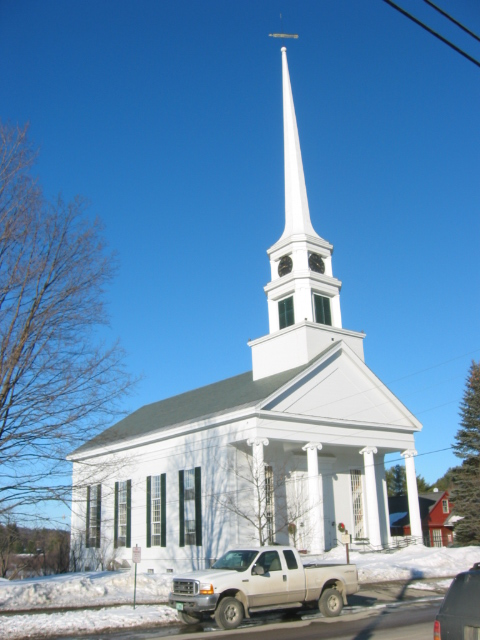
Igreja Comunitária de Stowe
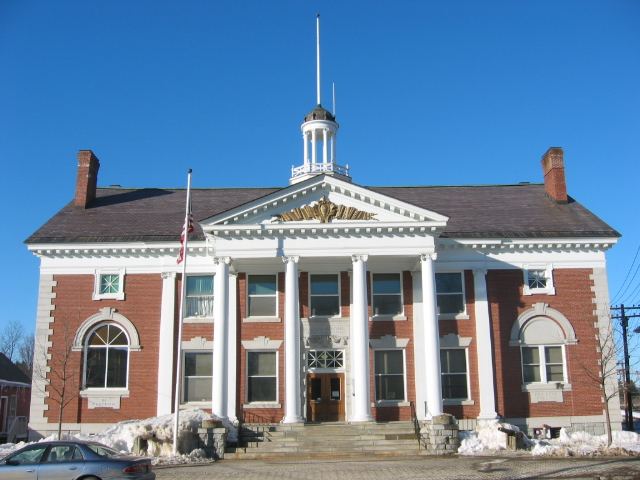
Prefeitura de Stowe na “Main Street”
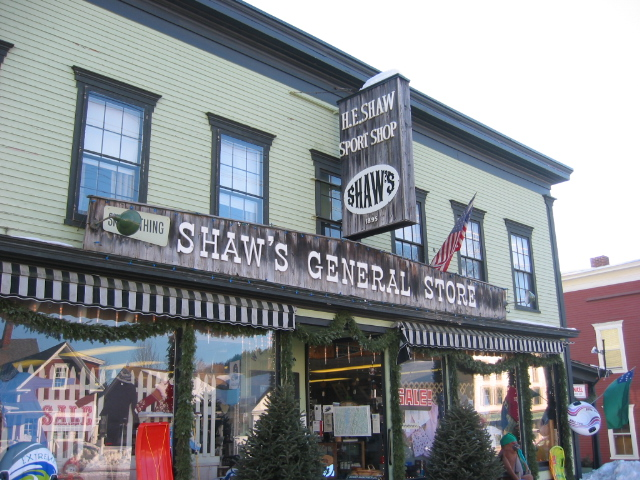
Em frente à Prefeitura fica o “Shaw's General Store”
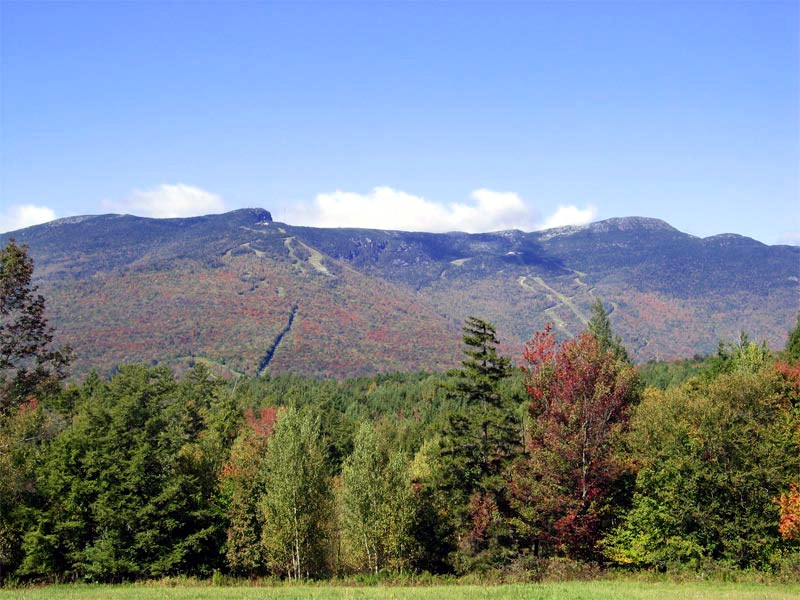
Principal Resort de Esqui em Stowe - Monte Mansfield.